# Duane Notice
Duane Notice (ur. 7 września 1994 w Woodbridge) – kanadyjski koszykarz, występujący na pozycji rozgrywającego.
W 2010 roku wziął udział w meczu gwiazd szkół średnich – Jordan Classic International, podczas którego został uznany MVP. W 2012 zdobył srebrny medal turnieju Nike Global Challenge.
30 sierpnia 2017 został zawodnikiem BM Slam Stali Ostrów Wielkopolski. 29 listopada opuścił klub.

## Osiągnięcia
Stan na 18 marca 2018, na podstawie, o ile nie zaznaczono inaczej.
NCAA
- Uczestnik NCAA Final Four (2017)
- Najlepszy rezerwowy konferencji Southeastern (SEC – 2016)
- Zaliczony do składu:
  - SEC Winter Academic Honor Roll (2015, 2017)
  - SEC First-Year Academic Honor Roll (2014)

Reprezentacja
- Brązowy medalista mistrzostw:
  - świata U–17 (2010)
  - Ameryki:
    - U–18 (2012)
    - U–16 (2009)
- Uczestnik mistrzostw świata U–19 (2013 – 6. miejsce)